# 与座重理久
与座 重理久（よざ えりく、1981年8月23日 - ）は、日本の俳優。沖縄県出身。旧芸名は「ERIKU」。身長183cm。体重74kg。

## 経歴
10代は神奈川県在住。重理久（エリク）は父が命名した本名であり、ギタリストのエリック・クラプトンから採られたという。
2002年に俳優デビュー。
2007年には特撮テレビドラマ『ULTRASEVEN X』で主演を務めた。
2011年からは活動の場を台湾に移し、現在は台湾、中国、日本と活躍の場を広げている。2018年には中国映画『二战美食家』で主演を務め、2019年秋に日本で公開された。
2022年11月には、『モノ・マガジン』11月2日発売号（ワールドフォトプレス）に『ULTRASEVEN X』のメイン監督を務めた八木毅との対談記事が掲載された。

## 出演

### 出演作品（日本）

#### 映画
- 修羅のみち
- HEAT-灼熱-（2004年） - 忠安
- IZO（2004年） - ヤンキーのサブ
- 炎と氷（2004年）・炎と氷2 - 世羅武雄（学生時代）
- The intermission（2013年） - エリク
- 武魂〜浅井哲彦物語〜（2017年） - 恵子の兄[3]
- ママは日本へ嫁に行っちゃダメと言うけれど。（2017年）
- 氷室蓮司（2024年）

#### Vシネマ
- 民事介入暴力(ミンボー)〜非合法領域〜（2002年） - 小河組組員 北村
- 岸和田少年愚連隊 カオルちゃん最強伝説 番長足球（2003年） - 沖縄番長
- 死刑確定 I（2004年）
- 岸和田少年愚連隊 カオルちゃん最強伝説 マレーの虎（2005年） - ハリマオ
- MURAMASA ムラマサ - 風見
- 殺し屋という名の外科医（2006年） - 吉岡
- ブラックエンペラー暴走伝説 下北沢総本部（2006年） - ブラックエンペラー下北沢 千田幸喜
- ミナミの帝王 ヤング編 金貸し萬田銀次郎（2006年） - 主演・萬田銀次郎
- ツインギャング（2007年 - 2008年）全4作 - 主演・国吉隼
- 実録・暴走族 最後のギャング 関東連合ブラックエンペラー五代目（2008年） - ブラックエンペラー下北沢 千田幸喜
- 湾岸フルスロットル（2008年） - 間垣拓也
- 裏切りの挽歌（2009年）
- ドラゴン（2010年）

#### テレビドラマ
- Pinkの遺伝子（2005年、テレビ東京）
- 恋する!?キャバ嬢 第8話（2006年、テレビ東京） - 飯島慶介
- ULTRASEVEN X（2007年、CBC） - 主演・ジン / ULTRASEVEN X
- トミカヒーロー レスキューファイアー 第46話（2010年、テレビ東京） - 岬
- 拝啓、民泊様。（2016年、MBS・TBS） - 畠山[1]

#### ウェブドラマ
- 孔-KUJAKU-雀 女ハスラー捜査官（2006年）

### 出演作品（台湾）

#### テレビドラマ
- 春梅-HARU- 第6話・第8話（2015年、台湾テレビ） - 日本脱走兵
- 我是顧家男-（2019年. 台視 . 八大電視台） 飾演 - レオン
- 台湾往事（2017年） - 松村武夫
- 长河落日（2018年） - 坂本
- 二战美食家（2019年） - 青藤 ※主演
- 永远的第一名（2021年） - 周書逸父亲
- 第二名的逆袭（2021年） - 周書逸父亲

#### テレビCM
- 台湾MAZDA CX-5（2013年）
- 台湾Rinnai（2014年）
- 台湾Yahoo 手牽手手機殻短影片（2014年）
- 台湾MAZDA CX-5（2015年）
- 御茶園特上檸檬茶（2016年）
- HONDA -CRV（2017年）
- SOYJOY（2017年 - ）